# Cristo na Cruz (Delacroix)
Cristo na Cruz, Cristo entre Dois Ladrões ou Calvário é uma pintura de 1835 de Eugène Delacroix.
Foi exibido no Salão de Paris de 1835, após o que foi comprado para o Estado francês por 2.000 francos e atribuído a Morbihan. Foi então exposto na igreja de Saint-Patern, em Vannes, onde o cura teve o peito de Maria Madalena pintado e a obra pendurada fora de vista na torre sineira. A pintura foi restaurada em 1864 e no ano seguinte mudou-se para sua atual casa no Musée des Beaux-Arts La Cohue de Vannes.